# Yamandu Costa
Yamandu Costa (Passo Fundo, 24 gennaio 1980) è un chitarrista e compositore brasiliano.
Il suo strumento prediletto è la chitarra a sette corde, strumento caratteristico usato, in Brasile, principalmente nel choro e nel samba.

## Biografia
Yamandu iniziò lo studio della chitarra a sette anni sotto la guida del padre, Algacir Costa leader del gruppo Os Fronteiriços, continuando successivamente gli studi con Lúcio Yanel, un virtuoso Argentino trapiantato in Brasile.
Fino a quindici anni, le uniche scuole musicali con cui entrò in contatto e frequentò furono quella popolare del Brasile del Sud, l'Argentina e l'Uruguaiana. 
Dopo aver ascoltato i lavori di Radamés Gnattali, intraprese lo studio dei grandi musicisti brasiliani come Baden Powell de Aquino, Tom Jobim e Raphael Rabello.
A 17 anni si esibì per la prima volta a San Paolo al Circuito culturale della Banca del Brasile. Yamandu iniziò sin da allora a essere indicato come predestinato a far rivivere i fasti della chitarra in Brasile.
Yamandu si cimenta in diversi stili: chorinho, bossa nova, milonga, tango, samba e chamamé. In ragione di questa sua grande versatilità è impossibile identificarlo con un solo genere musicale.
Nel 2005 ha partecipato al film-documentario Brasileirinho di Mika Kaurismäki.

## Premi

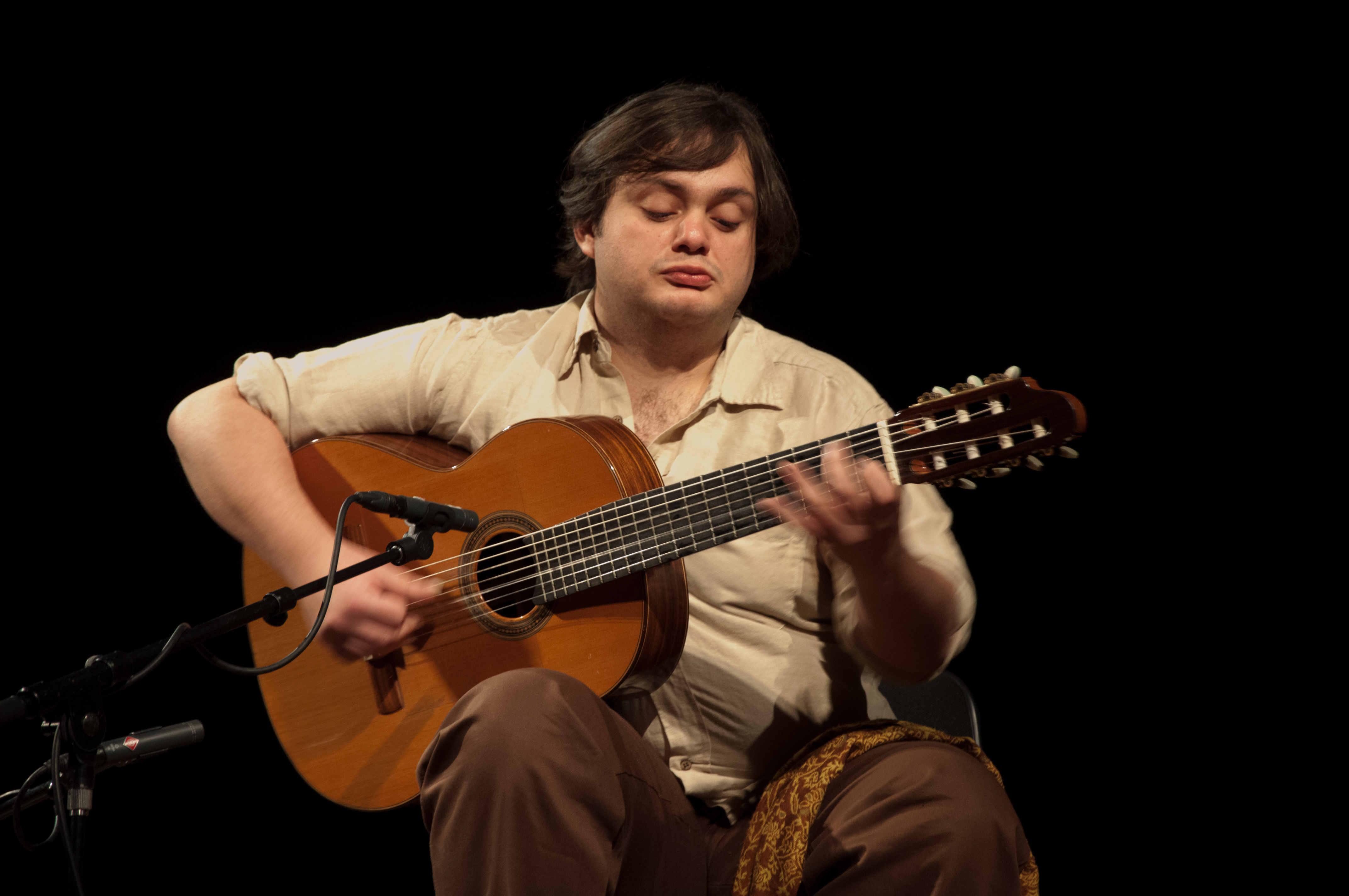
Yamandu Costa nel 2009. Foto André SZEP

- Prêmio Tim - Melhor Solista - 2004
- Free Jazz Festival 2001 - Rio e São Paulo
- Festival de Guitarra do Chile - 2001
- Vencedor do Prêmio Visa Edição Instrumental - 2001
- Circuito Cultural Banco do Brasil - 1999
- Participação Festival de Nashville (EUA) - 1998
- Troféu de Revelação de Música Instrumental do Estado do Rio Grande
- 25º Prêmio de melhor instrumentista do RS
- Show em Montevidéu - 1998
- Turnê em Buenos Aires - 1998
- Vencedor do Prêmio Califórnia de Uruguaiana - 1995

## Discografia
- 2010 - Lado B (com Dominguinhos)
- 2010 - Yamandú Valter
- 2008 - Mafua
- 2007 – Lida
- 2007 – Yamandu + Dominguinhos
- 2007 – Ida e Volta
- 2006 – Tokyo Session
- 2005 – DVD - Música do Brasil Vol.I
- 2005 – DVD - Yamandu Costa ao Vivo
- 2005 – Brasileirinho
- 2004 – El Negro Del Blanco - Yamandu Costa e Paulo Moura
- 2003 – Yamandu ao Vivo
- 2001 – Yamandu / Premio Visa
- 2000 – Dois Tempos - Lucio Yanel e Yamandu Costa
- 2013 – Continente - Yamandu Costa, Arthur Bonilla e Guto Wirtti
- 2017 - Recanto - Yamandu Costa